# Ebe Stignani

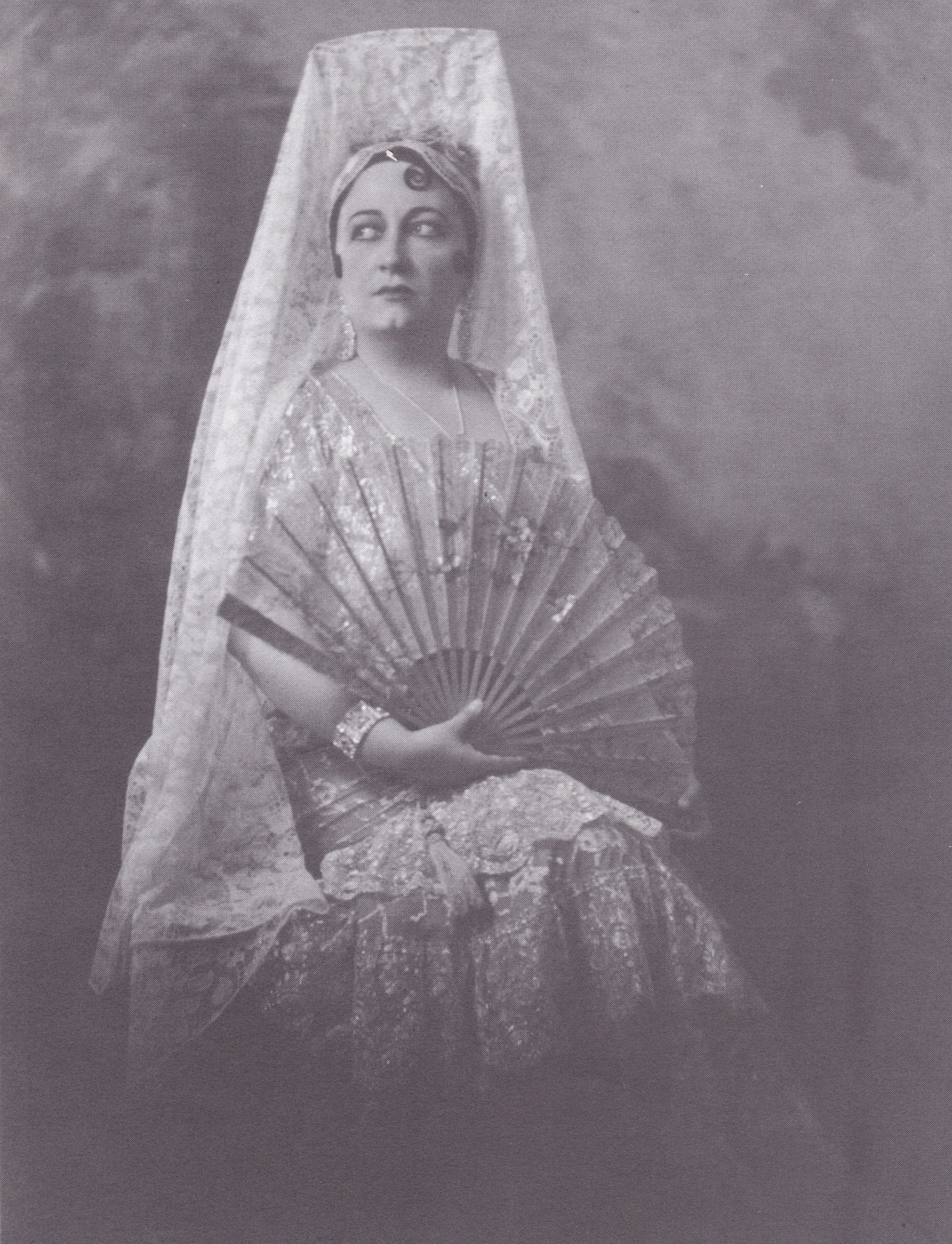
Ebe Stignani

Ebe Stignani (* 11. Juli 1903 in Neapel; † 5. Oktober 1974 in Imola) war eine italienische Opernsängerin mit den Stimmlagen Mezzosopran und Alt.

## Leben
Stignani studierte Gesang bei Agostino Roche am Konservatorium San Pietro a Majella in ihrer Geburtsstadt Neapel. Ihre Ausbildung schloss sie im Juli 1924 ab. Anlässlich eines Schülerkonzertes am Konservatorium hörte sie der damalige Direktor des Teatro San Carlo in Neapel und engagierte sie. Ihre Bühnenkarriere begann dann in der Saison 1924/1925. Sie debütierte am Teatro San Carlo im Januar 1925 als Amneris in der Oper Aida von Giuseppe Verdi. Weitere Rollen in ihrer ersten Spielzeit in Neapel waren Maddalena in Rigoletto und Meg Page in Falstaff. Ihr Debüt in Neapel war so erfolgreich, dass sie daraufhin von Arturo Toscanini für die Saison 1926/1927 an die Mailänder Scala verpflichtet wurde. Im Dezember 1925 sang Stignani am Teatro Piccinni in Bari die Adalgisa in der Oper Norma von Vincenzo Bellini. Im Januar 1926 folgten Engagements am Teatro La Fenice in Venedig, ebenfalls als Adalgisa und als Amneris. Im April 1926 sang sie am Teatro San Carlo in Neapel die Azucena in Giuseppe Verdis Il trovatore und die Principessa di Bouillon in Adriana Lecouvreur von Francesco Cilea.
Im Oktober 1926 sang Stignani erstmals an der Mailänder Scala. Sie übernahm die Alt-Partie in einer Konzertaufführung der Neunten Sinfonie von Ludwig van Beethoven unter der musikalischen Leitung von Arturo Toscanini. Ihr Opern-Debüt an der Scala erfolgte dann ebenfalls 1926 als Prinzessin Eboli in Don Carlo von Giuseppe Verdi. Weitere Fachpartien in ihrer ersten Saison in Mailand waren die Amneris und die Laura in La Gioconda. Sie übernahm sogar zwei echte Sopranrollen: Ännchen in Der Freischütz und Gutrune in Götterdämmerung, jeweils in italienischer Sprache. Im November 1928 folgte die Preziosilla im Giuseppe Verdis La forza del destino, im Januar 1929 die Ortrud in Richard Wagners romantischer Oper Lohengrin und im Februar 1929 die Cathos in Le Preziose Ridicole von Felice Lattuada.
Stignani wirkte an der Mailänder Scala auch in mehreren Uraufführungen mit: Im Mai 1928 sang sie in der Uraufführung der Oper Fra Gherardo von Ildebrando Pizzetti die Rolle der „blonden Dame“ (Una donna bionda). Im Februar 1937 folgte die Uraufführung der Oper Lucrezia von Ottorino Respighi mit der kleinen Rolle „La Voce“. 1938, 1946, 1948 und 1952 sang sie dort die Santuzza in Cavalleria rusticana von Pietro Mascagni. In der Saison 1938/1939 sang sie Rolle der Rubria in der selten gespielten Oper Nerone von Arrigo Boito. Sie sang dann regelmäßig bis 1956 an der Scala und entwickelte sich dort zur führenden Altistin des Hauses. In der Saison 1956/57 sang sie dort als letzte Partie die Ulrica in Giuseppe Verdi Un ballo in maschera.
Sie trat mehrfach in der Arena di Verona auf. 1930 sang sie dort die Marina in Boris Godunow. Weitere Auftritte folgten 1935 als Adalgisa sowie in den Jahren 1938 und 1949. Im Sommer 1937 sang sie in den Caracalla-Thermen in Rom die Amneris in Giuseppe Verdis Aida, 1939 dort die Titelrolle in Carmen. 1937 sang sie beim Maggio Musicale in Florenz die Fenena in Giuseppe Verdis früher Oper Nabucco und in La vestale von Gaspare Spontini. 1940 sang sie dort die virtuose Koloratur-Partie des Arsace in Semiramide von Gioacchino Rossini.
Gastspiele führten sie außerdem an das Teatro Colón in Buenos Aires (1927 Adalgisa und Hänsel, 1933 Marfa und Preziosilla, 1953 die Prinzessin Eboli und Amneris), an die Covent Garden Opera in London (Debüt 1937 als Amneris, 1939 Amneris und Azucena, 1952 Azucena und Adalgisa, 1955 Amneris, 1957 Adalgisa), die San Francisco Opera, sowie zu den Festspielen in Glyndebourne und Edinburgh. Mehrfach gastierte Stignani auch am Teatro San Carlos in Lissabon. Im April 1948 sang sie dort die Santuzza, im März 1949 die Ulrica und 1950 die Amneris, jeweils an der Seite von Mario del Monaco. 1951 gastierte Stignani mit einem Gastspiel des Teatro San Carlo in Paris als Ulrica. In der Saison 1955/56 sang sie an der Lyric Opera in Chicago ebenfalls die Ulrica.
1958 beendete sie offiziell ihre Karriere am Drury Lane Theatre in London in der Rolle der Azucena. Sie trat dann allerdings nochmal in drei Vorstellungen in Dublin  als Amneris auf. Sie lebte später zurückgezogen in Imola.

## Stimme
Stignani galt in ihrer Generation als eine der führenden Interpretinnen für das dramatische Mezzosopran-Fach, insbesondere in den Opern von Giuseppe Verdi. Diese Partien gestaltete sie mit „Intensität und dramatischen Feuer“. Ihr Gesangsstil wurde als „grandios und eindringlich beschrieben“. Stignani hatte einen Stimmumfang, der bis in die „oberen Lagen der Alt-Stimme“ reichte.
Ihre Altstimme war berühmt wegen ihres großen Volumens und wegen ihrer virtuosen Gesangstechnik. Neben der Klangfülle wurde vor allem der „Nuancenreichtum ihrer Ausdruckskraft und ihre vorbildliche Gesangstechnik“ gerühmt.
Das durch Rundfunkaufnahmen, Live-Mitschnitte und Schallplatten überlieferte musikalische Schaffen von Ebe Stignani wurde in den letzten Jahren weitgehend auch auf CD, teilweise in speziellen historischen Dokumentationen, wiederveröffentlicht.